# Nanpanella
Nanpanella es un género de foraminífero bentónico normalmente considerado un subgénero de Pamirina, es decir, Pamirina (Nanpanella) de la subfamilia Staffellinae, de la familia Staffellidae, de la superfamilia Fusulinoidea, del suborden Fusulinina y del orden Fusulinida. Su especie tipo es Pamirina (Nanpanella) taxa. Su rango cronoestratigráfico abarca el Lopingiense (Pérmico superior).

## Discusión
Clasificaciones más recientes incluyen Nanpanella en la superfamilia Staffelloidea, y en la subclase Fusulinana de la clase Fusulinata.

## Clasificación
Nanpanella incluye a la siguiente especie:
- Nanpanella taxa †, también considerado como Pamirina (Nanpanella) taxa †